# الرشيدية (ذي السفال)

تعديل مصدري - تعديل

الرشيدية محلة تابعة لقرية العكر، التابعة لعزلة الاشراف بمديرية ذي السفال إحدى مديريات محافظة إب في الجمهورية اليمنية، بلغ تعداد سكانها 27  شخصا حسب تعداد اليمن لعام 2004.